# Antonio Valdés y Fernández Bazán
Antonio Valdés y Fernández Bazán (Burgos, 25 de marzo de 1744-Madrid, 4 de abril de 1816) fue un marino y militar español, 4.º capitán general de la Real Armada, secretario de Estado del Despacho Universal de Marina e Indias (cargo equivalente al actual de ministro) y caballero del Toisón de Oro.

## Biografía
Nacido en Burgos, sus padres eran originarios de  Asturias. Su progenitor fue Fernando de Valdés y Quirós, hidalgo asturiano, nacido en el palacio Valdés-Bazán, que fue miembro del Consejo de Hacienda. Sentó plaza de guardiamarina en el departamento de Cádiz el 26 de octubre de 1757. Continuó sus estudios, ascendiendo a alférez de fragata el 29 de junio de 1761. Embarcado en el navío Conquistador, perteneciente a la escuadra bajo el mando de Gutierre de Hevia, el primer marqués del Real Transporte, se hallaba en el puerto de La Habana en ocasión del ataque británico de 1762. Desembarcó para la defensa y fue destinado a guarnecer el castillo del Morro, a las órdenes de Velasco. Mientras se rendía la fortaleza después de morir su gobernador, Valdés pudo retirarse en un bote con algunos soldados de marina y artilleros al castillo de la Punta, siguiendo en la defensa de éste hasta que capituló la plaza y fue transportado al puerto de Cádiz.
Fue destinado al apostadero de Algeciras, con cuyos buques combatió contra los piratas berberiscos; bajo los mismos muros de Argel represó una embarcación española. Por su valeroso comportamiento fue ascendido a alférez de navío el 17 de septiembre de 1767. Continuó desempeñando mandos de navíos, de divisiones y escuadra, siendo ascendido a brigadier el 5 de mayo de 1781.
Fue nombrado director de la fábrica de artillería de La Cavada, consiguiendo elevarla de su deplorable estado. Aún se conservan sus instrucciones para el gobierno y régimen de esta fábrica y de la de Liérganes. Cumplió su cometido con tal acierto que, al terminar, había sido ascendido a jefe de escuadra, siendo nombrado Inspector general de Marina.
Al estar gravemente enfermo el marqués Pedro González de Castejón, secretario de Estado y del despacho universal de marina, el rey mandó preguntar a éste quién creía más idóneo para sucederle en su cargo. Indicó para ello a tres generales de marina y en primer lugar a Valdés, que de hecho pasó a sustituir al marqués a su muerte, acaecida el 9 de marzo de 1783, encargándose ese cargo (Ministerio de Marina) cuando solo tenía 38 años de edad.
Fue digno continuador de sus ilustres predecesores en el ministerio: José Patiño, Ensenada y González de Castejón. Toda la obra iniciada por los antecesores estaba falta de «base nacional», es decir, de la infraestructura económica necesaria, y tenía que fundamentarse en las importaciones del extranjero. Valdés supo obviar ese grave inconveniente y emprendió su gran obra.
En 1785 presentó al rey varios modelos para la bandera de los buques y Carlos III escogió la roja y gualda, que más recordaba las glorias españolas, desechando «todo perecedero signo de linaje». Se amplió el arsenal de la Carraca y se acometió la construcción del dique; aprobó el proyecto de la nueva población de San Carlos; llevó a efecto el libre comercio con América, con la institución de consulados en las principales capitales, y se creó la Compañía de Filipinas.
En 1787 se inauguró el dique de La Carraca, entrando el Santa Ana, uno de los mayores de la época, de tres puentes y 112 cañones, y al año siguiente otro de tres puentes, el Conde de Regla. Se ampliaron los parques de artillería; se atendió al personal, aumentándosele los sueldos y creándose el montepío.
Mejoró también la instrucción de los oficiales; formó una escuadra compuesta por nueve fragatas, al mando de Juan de Lángara; se establecieron en todos los departamentos cursos de altas matemáticas y bibliotecas; amplió la enseñanza de la artillería; proveyó de material científico al Colegio de Medicina y Cirugía de Cádiz; abrió para la marina mercante un segundo Colegio de San Telmo en Málaga y se constituyeron cátedras en Barcelona, regentadas por el antiguo corsario Cinibaldo Mas.
Se impulsaron las expediciones científicas, tales como la de Antonio de Córdova al estrecho de Magallanes y la de Alejandro Malaspina con las corbetas Descubierta y Atrevida y la de los bergantines Descubridor y Vigilante, al mando de Cosme Damián Churruca.
Encomendó a Vicente Tofiño el levantamiento del Atlas hidrográfico de las costas de la península, islas adyacentes y África; creó el Depósito Hidrográfico y se trasladó el observatorio a la Isla de León. Satisfecho el rey Carlos III le encargó también la secretaría de Estado y despacho universal de Indias, vacantes por fallecimiento de José de Gálvez. Valdés supo designar para los puestos de gobierno de Indias a los prohombres más capacitados para ello.
El rey, al ver lo manifiesto de su obra, le confirmó la plaza en el consejo de Estado en el año 1787 y le ascendió a teniente general en 1788, dándole además la llave de Gentilhombre de cámara de Su Majestad. Cuando fue ascendido, exclusivamente por su mérito, ocupaba el puesto número trece del escalafón de tenientes generales.
En 1792, terminadas las obras del arsenal de Cartagena, Valdés fue promovido al empleo de capitán general de la Real Armada y al terminarse la guerra con Francia, por la Paz de Basilea el 22 de julio de 1795, le confirió el rey el Toisón de Oro. A consecuencia de sus numerosas instancias y renuncias cesó al fin en el ministerio el 13 de noviembre de 1795, y el rey le dio muestra de su aprecio en un decreto muy encomiástico, ordenando se le conservase el sueldo y los honores de ministro.
En 1797 pasó a Cádiz para presidir el consejo de guerra de oficiales generales que debía juzgar a don José de Córdova y a Francisco Morales de los Ríos por su actuación en el desgraciado combate de San Vicente de este mismo año, así como a los demás comandantes que tomaron parte en la acción.
Al debatirse la cuestión sobre si debía o no existir el almirantazgo, el rey pidió reservadamente a Valdés un detallado informe, sobre la mejor organización de la armada; su parecer se consideraba de gran valor, ya que Valdés había estado doce años al frente de ella. El almirantazgo había quedado suprimido en el reinado de Felipe V y se había establecido en su lugar la Dirección General de la Armada. Esta institución adolecía de algunos defectos que la experiencia y el tiempo hacían palpable.
Valdés proponía restablecer una especie de almirantazgo que se encargase de lo gubernativo, militar y económico y diese al cuerpo una doctrina inmutable, fuese cual fuese el ministro al frente. Podían constituirlo a su juicio, los tenientes generales Mazarredo y Gil de Taboada y Lemos; el ingeniero Tomás Muñoz, el jefe de escuadra Manuel Núñez Gaona, el intendente marqués de Ureña y como secretario José Espinosa y Tello. Aunque de momento no se admitió esa idea, ya que el ministro no quería organización que limitase sus funciones, en febrero de 1803 se instituyó al fin el Consejo del Almirantazgo.
Continuó Valdés en la capital Madrid, de decano del Consejo de Estado y presidente de la Asamblea de San Juan. Durante el desempeño de estas altas funciones falleció a los 72 años de edad. Fernando VII mandó que se le hiciesen los honores de capitán general de la Real Armada con mando, los más altos entonces.

## Monumentos
En la riojana localidad de Fuenmayor, el 7 de diciembre de 1987, se colocó una estatua de Antonio Valdés como "hijo de la villa".